# Stefano Pesoli
Stefano Pesoli (Anagni, 29 febbraio 1984) è un calciatore italiano, fratello del calciatore Emanuele Pesoli.

## Carriera
Cresce nelle giovanili della Roma, non esordendo mai in prima squadra. In Italia ha giocato in diverse squadre come la Viterbese, il Calangianus, la Pro Vasto, il Monterotondo e il Rieti prima di trasferirsi, nel 2008, in Canada per giocare nel Montréal Impact.
Con gli Impact ha partecipato alla CONCACAF Champions League 2008-2009, competizione nella quale ha raccolto 8 presenze mettendo a segno anche un gol nella vittoria per 2-0 contro il Joe Public FC.
Nel calciomercato estivo del 2010 ritorna in Italia, prima prova al Casale e poi al Monterotondo, squadra in cui aveva già militato in precedenza.

## Palmarès

### Competizioni nazionali
- Canadian Championship: 1

Montréal Impact: 2008